# 戈登斯維爾 (明尼蘇達州)
戈登斯維爾（英語：Gordonsville）是位於美國明尼蘇達州弗里伯恩縣謝爾羅克鎮區的一個非建制地區。

## 歷史
戈登斯維爾的郵局於1862年設立，其後於1965年停運。此地得名自同為當地郵局局長的T·J·戈登（T. J. Gordon）及W·H·H·戈登（W. H. H. Gordon）父子。

## 地理
戈登斯維爾所處的海拔為高於海平面371米（即1217英呎），而該地所採用的時區為UTC-6，即北美中部時區（CST）。同時該地設有夏令時間，為UTC-6調快一小時，即UTC-5（CDT）。